# 3. říjen
3. říjen je 276. den roku podle gregoriánského kalendáře (277. v přestupném roce). Do konce roku zbývá 89 dní.

## Události

### Česko
- 1430 – Z Chebu jsou vyhnáni všichni Židé.
- 1780 – Za přítomnosti císaře Josefa II. byl položen základní kámen pevnosti Josefov.
- 1787 – Wolfgang Amadeus Mozart přijíždí podruhé do Prahy, aby zde nastudoval svou operu Don Giovanni, která měla premiéru 29. října 1787.
- 1880 – Koněspřežná tramvaj v Brně definitivně ukončila provoz pro nerentabilitu.
- 1926 – První přímý přenos sportovního utkání v Československu: rozhlasový reportér Josef Laufer odvysílal z Letné fotbalové utkání SK Slavia Praha - MTK Budapešť.
- 1938 – Říšský kancléř Adolf Hitler navštívil sudetoněmecká území, která v důsledku Mnichovské dohody muselo Československo postoupit Velkoněmecké říši krátce předtím.
- 1953 – Protikomunističtí odbojáři Ctirad a Josef Mašínovi, Milan Paumer, Zbyněk Janata a Václav Švéda překročili u Hory Svaté Kateřiny československo-německou hranici a vydali se přes území NDR do Západního Berlína, kde se chtěli přihlásit americkým vojenským úřadům.
- 1990 – Při srážce autobusu s vlakem v Třebechovicích pod Orebem zahynulo 6 lidí a 16 jich bylo zraněno.
- 1997 – V Kopřivnici bylo otevřeno Technické muzeum Tatra.

### Svět
- 1574 – Vojskům Viléma I. Oranžského se podařilo ukončit půlroční španělskou blokádu města Leiden. Tento den je dodnes nizozemským státním svátkem.
- 1739 – Nišskou mírovou smlouvou skončila pátá rusko-turecká válka.
- 1917 – V New Yorku je založen Czechoslovak Comitee, společný orgán českých a slovenských krajanských spolků, který vznikl z podnětu M.R. Štefánika
- 1918 – Bulharský car Ferdinand I. abdikoval ve prospěch svého syna Borise III.
- 1929 – Oficiální název Království Srbů, Chorvatů a Slovinců byl změněn na Království Jugoslávie.
- 1932 – Irák získal nezávislost na Velké Británii.
- 1935 – Itálie provedla invazi do Etiopie.
- 1942 – V Peenemünde byla poprvé úspěšně odpálena raketa V-2.
- 1952
  - Poprvé zaznamenán obraz na magnetickou pásku.
  - Velká Británie úspěšně otestovala svou první jadernou bombu.
- 1960 – Niger získal nezávislost na Francii.
- 1985 – Z Kennedyho vesmírného střediska odstartoval v rámci mise STS-51-J ke svému prvnímu letu raketoplán Atlantis.
- 1990 – Sjednocení Německa: Německá demokratická republika přestala existovat a stala se součástí Spolkové republiky Německo a tím i Evropského společenství.
- 1993 – Bitva v Mogadišu: Byla provedena operace amerických sil na dopadení Aidida v Mogadišu, ovšem neúspěšně a 18 amerických vojáků to stálo život.
- 1995 – Byl vynesen osvobozující rozsudek nad O. J. Simpsonem.
- 2009 – V Nachičevanu byla založena Organizace turkických států.
- 2013 – Potopení lodi ve Středozemním moři převážející imigranty si vyžádalo 134 mrtvých.

## Narození

### Česko

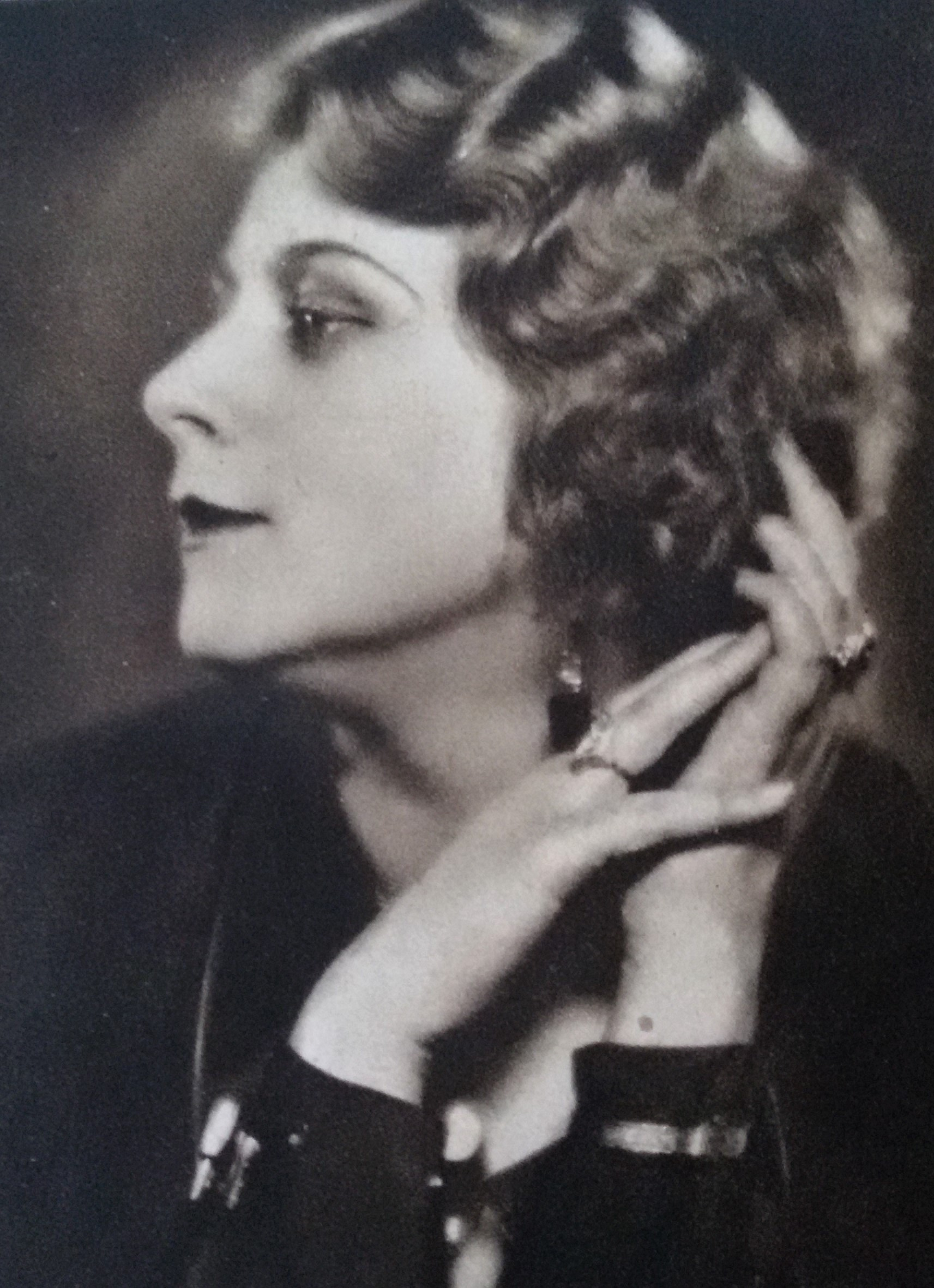
Nelly Gaierová (* 1908)

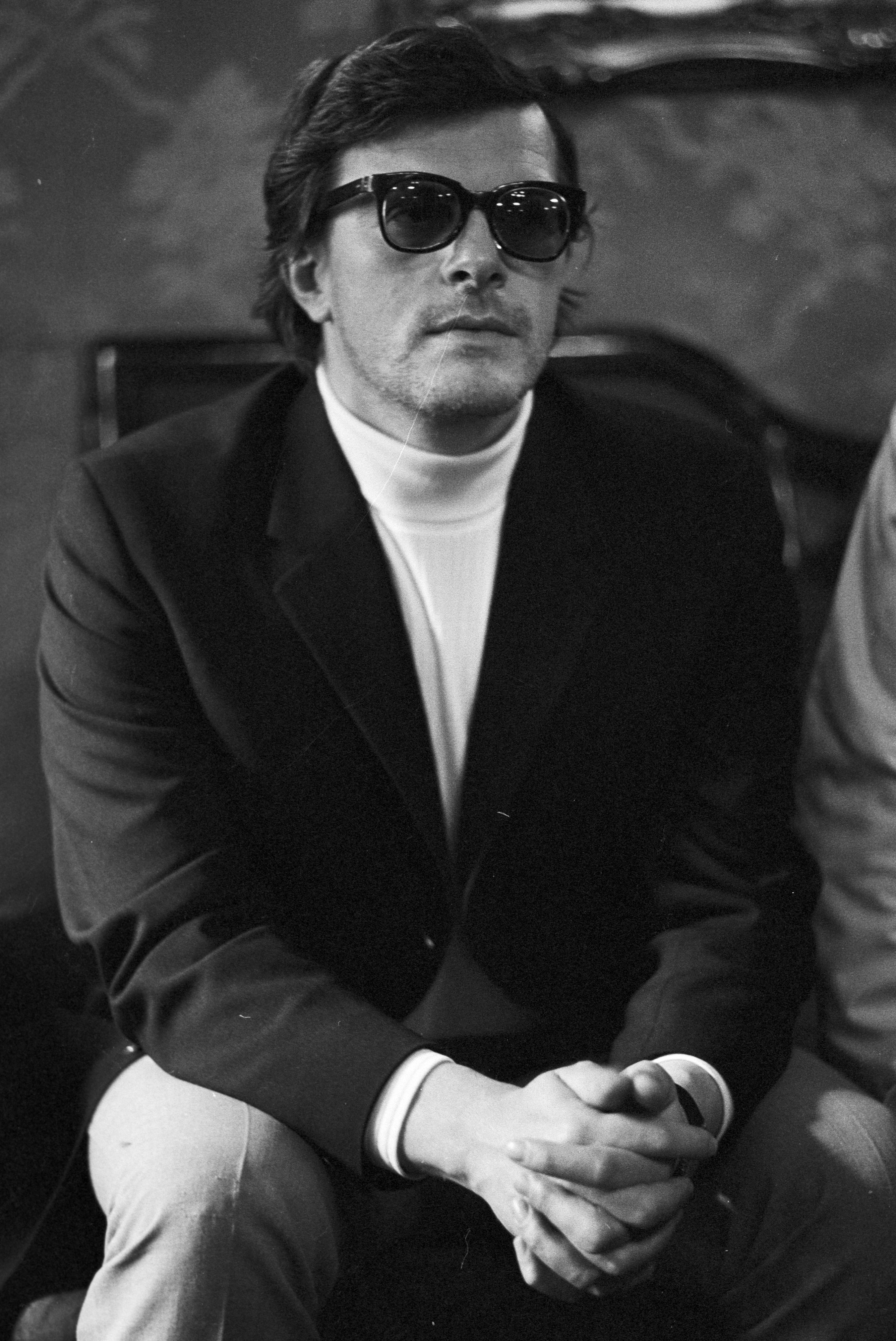
Jan Kačer (* 1936)

- 1727 – Emerich Václav Petřík, violoncellista a skladatel († 22. srpna 1798)
- 1790 – Václav Krolmus, kněz, sběratel lidové slovesnosti, spisovatel a archeolog († 24. října 1861)
- 1822 – Jaromír Mundy, šéflékař maltézského řádu v Českém velkopřevorství († 2. srpna 1894)
- 1827 – Wendelin Rziha, rakouský a český právník a politik německé národnosti († 28. prosince 1890)
- 1834 – Vilém Blodek, skladatel († 1. května 1874)
- 1842 – Adolf Chlumský, evangelický farář v USA († 1. února 1919)
- 1850 – Josef Kowař, probošt litoměřické kapituly († 4. ledna 1930)
- 1854 – Antonín Sucharda, matematik, rektor brněnské techniky († 20. února 1907)
- 1861 – František Drtina, filozof, univerzitní profesor, politik († 14. ledna 1925)
- 1876 – Karel Fučík, operní pěvec († 22. listopadu 1951)
- 1886 – Willi Nowak, malíř a grafik († 20. října 1977)
- 1892
  - Marie Marčanová, překladatelka († 3. září 1979)
  - Otto Zucker, pražský architekt († 29. září 1944)
- 1893 – František Pícha, hudební skladatel a pedagog, sběratel lidových písní († 10. října 1964)
- 1900 – Jaromír Horáček, regionální spisovatel a vlastivědný pracovník († 8. července 1976)
- 1901 – František Halas, básník († 27. října 1949)
- 1902 – Karel Maiwald, ekonom a politik († 18. srpna 1979)
- 1907
  - Alžběta Frejková, herečka († 3. srpna 1990)
  - Pavel Trost, jazykovědec a literární vědec († 6. ledna 1987)
- 1908 – Nelly Gaierová, zpěvačka a herečka († 30. října 1995)
- 1918
  - Zdeněk Jarkovský, hokejový brankář († 8. listopadu 1948)
  - Jan Smetana, český malíř, grafik († 6. dubna 1998)
- 1919
  - Vlastimil Beneš, malíř, grafik, sochař a scénograf († 17. září 1981)
  - Alena Vrbová, lékařka a spisovatelka († 17. března 2004)
- 1920 – Jiří Louda, heraldik a knihovník († 1. září 2015)
- 1921 – Oldřich Wenzl, básník († 7. srpna 1969)
- 1922 – Lubomír Doležel, česko-kanadský lingvista († 28. ledna 2017)
- 1930
  - Ivo Hrazdira, biofyzik, významný propagátor využití ultrazvuku v lékařství
  - Emil Paleček, vědec, objevitel elektrochemie nukleových kyselin († 30. října 2018)
- 1936 – Jan Kačer, herec a režisér († 24. května 2024)
- 1940
  - Roman Erben, básník, esejista, výtvarník, fotograf, designér a typograf
  - Zuzana Stivínová, herečka
- 1941 – Hans Zdražila, vzpěrač, olympijský vítěz
- 1946 – Jiří Bulis, hudebník, skladatel a klavírista († 12. května 1993)
- 1948 – Milan Koch, český básník a spisovatel († 18. listopadu 1974)
- 1951
  - Miroslava Kopicová, ministryně školství, mládeže a tělovýchovy ČR
  - Miroslav Čvorsjuk, kameraman a fotograf († 29. prosince 2012)
  - Tomáš Edel, český historik († 27. dubna 2010)
- 1953
  - Bohumil Starnovský, moderní pětibojař a olympionik
  - Gejza Valent, atlet, diskař († 6. října 2024)
  - Jan Kubice, ředitel policejního Útvaru pro odhalování organizovaného zločinu, ministr vnitra
- 1983 – Barbora Poláková, česká herečka a zpěvačka

### Svět

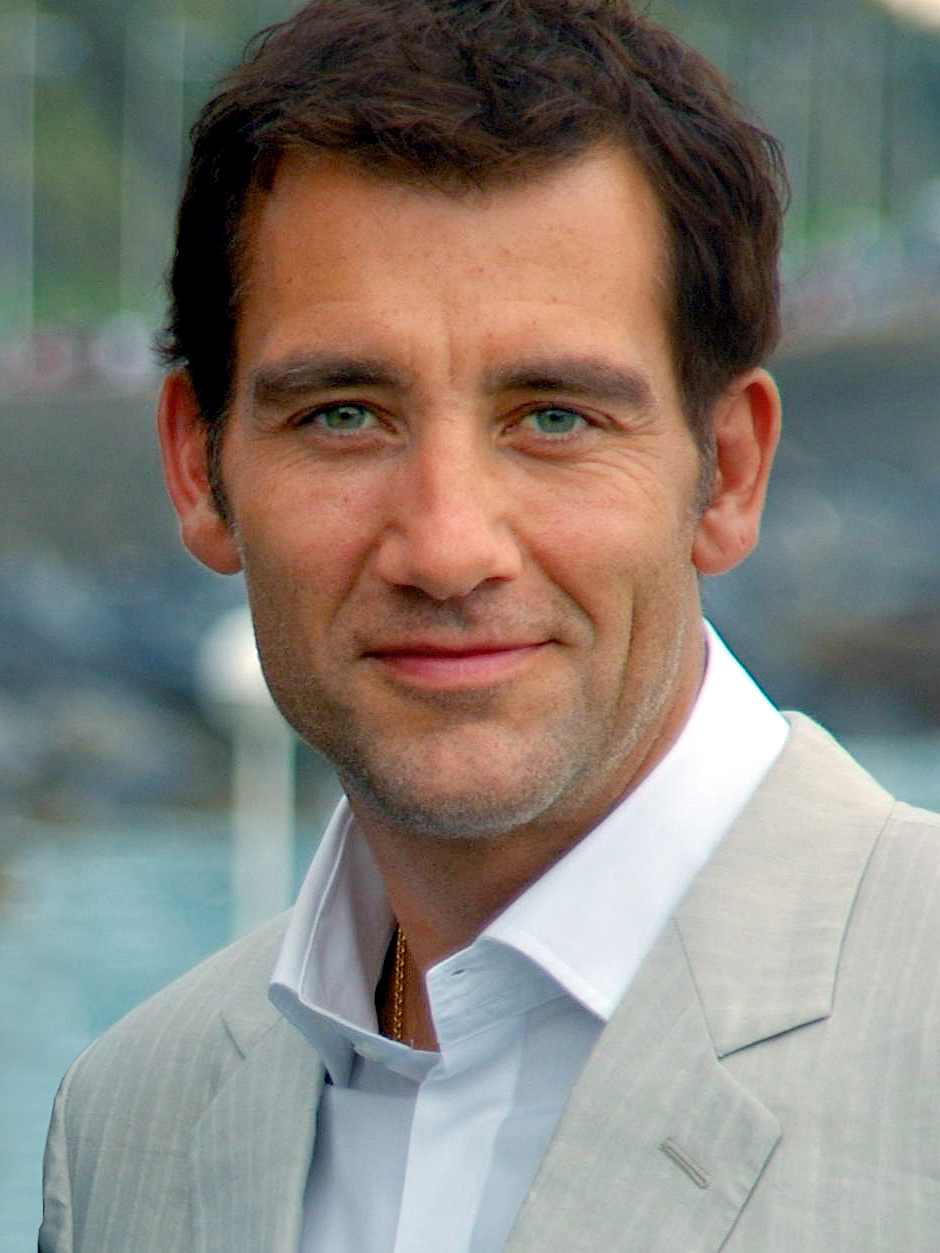
Clive Owen (* 1964)

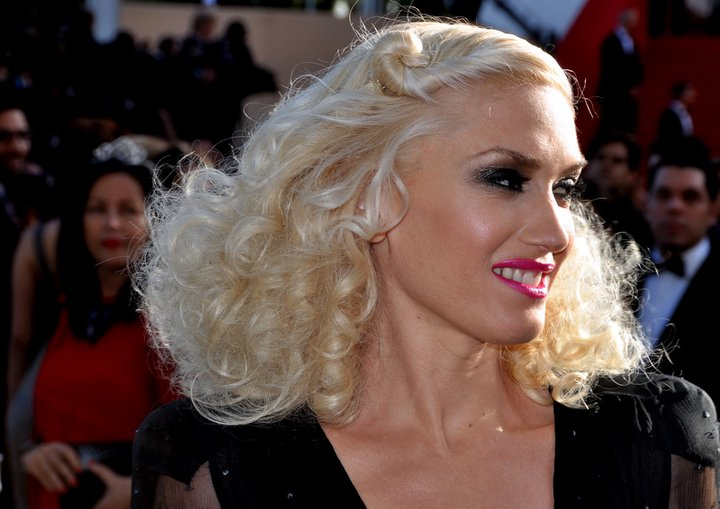
Gwen Stefani (* 1969)

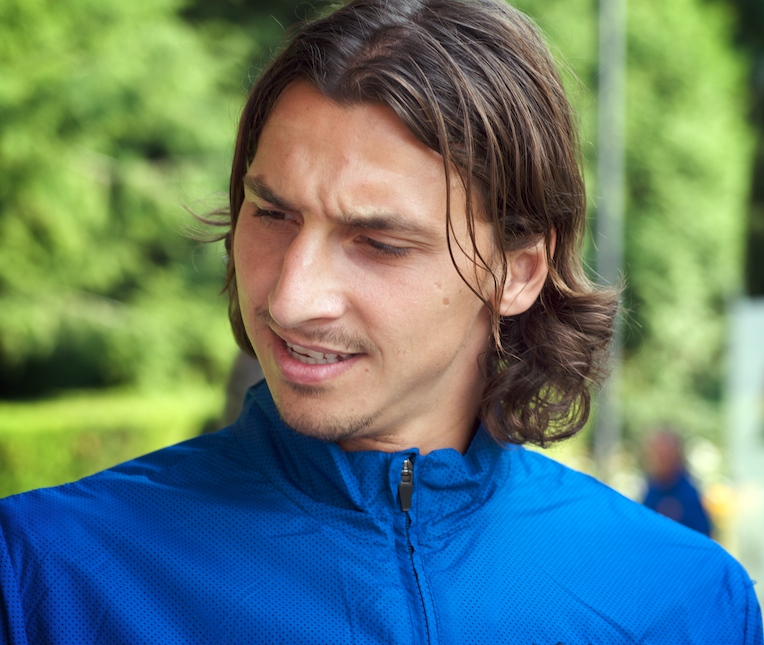
Zlatan Ibrahimovic (* 1981)

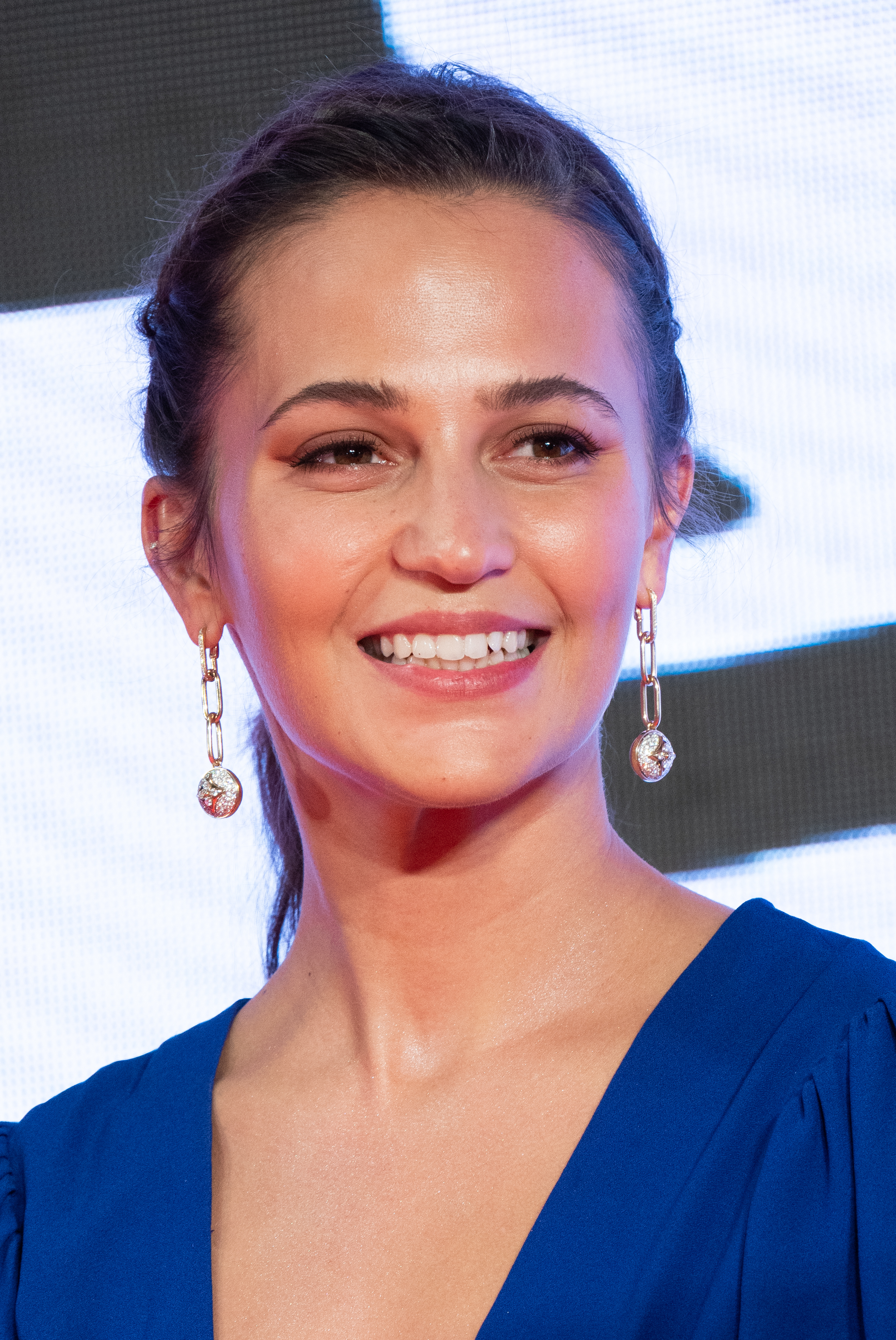
Alicia Vikander (*1988)

- 1458 – Svatý Kazimír, z rodu Jagellonců, patron Polska († 4. března 1484)
- 1608 – Nicole Lotrinská, vévodkyně lotrinská († 2. února 1657)
- 1611 – Giovanni Salvatore, italský hudební skladatel, varhaník a pedagog († ? 1688)
- 1635 – Isabela d'Este, parmská vévodkyně († 21. srpna 1666)
- 1703 – Levin Friedrich von Bismarck, pruský ministr a soudce († 17. října 1774)
- 1762 – Anton Bernolák, slovenský filolog, který kodifikoval normy spisovného slovenského jazyka († 15. ledna 1813)
- 1765 – Jakov Dmitrijevič Zacharov, ruský chemik a zakladatel ruské vědecké vzduchoplavby († 1836)
- 1784
  - Johann Karl Ehrenfried Kegel, německý agronom v ruských službách († 1863)
  - Luisa Lehzenová, guvernantka a později společnice královny Viktorie († 9. září 1870)
- 1791 – Sima Milutinović Sarajlija, srbský básník a spisovatel († 30. prosince 1847)
- 1797 – Leopold II. Toskánský, toskánský velkovévoda († 29. ledna 1870)
- 1809 – Thomas Martin Easterly, americký fotograf († 12. března 1882)
- 1830 – Albert C. L. G. Günther, německo-britský zoolog († 1. února 1914)
- 1937 – Nicolás Avellaneda, argentinský prezident († 25. listopadu 1885)
- 1843 – Luke Fildes, anglický malíř († 27. února 1927)
- 1845 – Richard Osvald, slovenský kněz, novinář a politik († 14. dubna 1926)
- 1848
  - Franciszek Michejda, polský národní buditel († 12. února 1921)
  - Adolf von Jorkasch-Koch, předlitavský státní úředník a politik († 23. dubna 1909)
- 1850 – Franciszek Rychnowski, polský inženýr a vynálezce († 1929)
- 1859 – Robert Emil Kraft, německý spisovatel († 10. května 1916)
- 1867 – Pierre Bonnard, francouzský malíř, představitel postimpresionismu († 23. ledna 1947)
- 1869 – Alfred Flatow, německý gymnasta, trojnásobný olympijský vítěz 1896 († 28. prosince 1942)
- 1871 – Stijn Streuvels, vlámský spisovatel († 15. srpna 1969)
- 1873 – Ivan Šmeljov, ruský spisovatel († 24. června 1950)
- 1882 – Karol Szymanowski, polský hudební skladatel († 27. července 1937)
- 1886 – Alain-Fournier, francouzský spisovatel, básník a esejista († 26. září 1914)
- 1889 – Carl von Ossietzky, radikální německý pacifista a držitel Nobelovy ceny za mír († 1938)
- 1895 – Sergej Alexandrovič Jesenin, ruský spisovatel († 28. prosince 1925)
- 1896 – Stanisław Tatar, polský generál († 16. prosince 1980)
- 1897 – Louis Aragon, francouzský spisovatel († 24. prosince 1982)
- 1899 – Louis Hjelmslev, dánský lingvista († 30. května 1965)
- 1900 – Thomas Wolfe, americký spisovatel († 15. září 1938)
- 1904 – Charles J. Pedersen, americký chemik, Nobelova cena za chemii 1987 († 26. října 1989)
- 1913 – Anastasio Alberto Ballestrero, italský kardinál († 21. června 1998)
- 1914 – Andreas Hinterstoisser, německý horolezec († 21. července 1936)
- 1916 – James Herriot, britský veterinář a spisovatel († 23. února 1995)
- 1917 – Odd Lundberg, norský rychlobruslař († 8. března 1983)
- 1919
  - Jean Lefebvre, francouzský herec († 9. července 2004)
  - James Buchanan, americký ekonom, nositel Nobelovy ceny († 9. ledna 2013)
- 1920
  - Vladimír Hajko, slovenský fyzik a politik († 24. července 2011)
  - Philippa Footová, anglická filozofka († 3. října 2010)
- 1922 – Anna Martvoňová, slovenská operní pěvkyně († 16. prosince 1990)
- 1923 – Von Freeman, americký saxofonista († 11. srpna 2012)
- 1925
  - Gore Vidal, americký spisovatel a scenárista († 31. července 2012)
  - George Wein, americký koncertní promotér a klavírista († 13. září 2021)
- 1928
  - Kåre Willoch, norský politik a ekonom († 6. prosince 2021)
  - Erik Bruhn, dánský baletní tanečník a choreograf († 1. dubna 1986)
- 1933 – Abdon Pamich, italský olympijský vítěz v chůzi na 50 km
- 1935
  - Charles Duke, americký astronaut
  - Armen Džigarchanjan, arménský herec († 14. listopadu 2020)
- 1936 – Steve Reich, americký skladatel, průkopník minimalismu v hudbě
- 1938
  - Johnny Rebel, americký zpěvák country
  - Eddie Cochran, americký průkopník rock and rollové hudby († 1960)
- 1940
  - Vasil Oleksandrovič Abašin, ukrajinský keramik
  - Walter Alvarez, americký geolog
- 1941
  - Alfonso de Borbón y Borbón, španělský infant († 29. března 1956)
  - Chubby Checker, americký rock’n’rollový zpěvák
  - Robert Keohane, americký politolog
- 1943 – Jódži Jamamoto, japonský módní návrhář
- 1944 – Pierre Deligne, belgický matematik
- 1945
  - Klaus Merz, švýcarský básník a spisovatel
  - Viktor Sanějev, gruzínský olympijský vítěz v trojskoku († 3. ledna 2022)
- 1946
  - P. P. Arnold, americká soulová a rocková zpěvačka
  - Knut Bry, norský reklamní fotograf
- 1947 – John Perry Barlow, americký básník, esejista, textař a aktivista
- 1949
  - Ján Beňo, slovenský prozaik, publicista, překladatel
  - Lindsey Buckingham, americký hudebník
  - Alexandr Rogožkin, ruský filmový režisér († 23. října 2021)
- 1950 – John Patrick Shanley, americký spisovatel
- 1951
  - Blaž Kavčič, slovinský politik
  - Kathryn Sullivanová, profesorka geologie, americká kosmonautka
  - Keb' Mo', americký bluesový zpěvák a kytarista
- 1954 – Stevie Ray Vaughan, americký bluesový kytarista († 27. srpna 1990)
- 1962 – Tommy Lee, americký hudebník, bubeník skupiny Mötley Crüe
- 1964 – Clive Owen, britský herec
- 1965 – Jan-Ove Waldner, švédský stolní tenista
- 1967 – Eriq Ebouaney, francouzský herec
- 1969 – Gwen Stefani, americká zpěvačka a vedoucí členka skupiny No Doubt
- 1971 – Kevin Richardson, americký zpěvák a bývalý člen skupiny Backstreet Boys
- 1972 – Michael Nylander, švédský lední hokejista (Washington Capitals)
- 1973
  - Neve Campbellová, kanadská herečka
  - Lena Headeyová, britská herečka
- 1974 – Maria Aaltje Timmer, nizozemská rychlobruslařka, dvojnásobná olympijská vítězka 1998
- 1976 – Seann William Scott, americký herec
- 1979 – Josh Klinghoffer, americký multiinstrumentalista, bývalý člen skupiny Red Hot Chili Peppers
- 1981
  - Andreas Isaksson, švédský fotbalový brankář
  - Zlatan Ibrahimović, švédský fotbalista
- 1982 – Emma Pooleyová, britská cyklistka
- 1983
  - Yvonne Meusburgerová, rakouská tenistka
  - Frederico Chaves Guedes, brazilský fotbalista
- 1984
  - Ashlee Simpson, americká zpěvačka
  - Gonsalo Uva, portugalský ragbista
- 1988
  - ASAP Rocky, americký rapper
  - Alicia Vikander, švédská herečka
- 1992 – Jesper Nelin, švédský biatlonista
- 1994 – Seth Jones, americký lední hokejista
- 1996 – Kelechi Iheanacho, nigerijský fotbalista
- 2004 – Noah Schnapp, americký herec

## Úmrtí

### Česko
- 1681 – Benedikt Engelken, opat kláštera v Plasích (* 1629)
- 1715 – Ferdinand August z Lobkovic, český šlechtic a diplomat (* 7. září 1655)
- 1780 – Jan Jílek, exilový hodnostář a kronikář (* 30. dubna 1707)
- 1820 – Ludwig Wenzel Lachnitt, český hudební skladatel a hornista (* 7. června 1746)
- 1859 – Adolf Kosárek, český malíř (* 6. ledna 1830)
- 1885 – Franz Pauly, rakouský klasický filolog, ředitel gymnázia v Praze (* 5. března 1827)
- 1894 – Antonín Pulda, herec a režisér (* 9. března 1848)
- 1923 – Gustav Mattauch, kanovník litoměřické katedrální kapituly (* 8. ledna 1846)
- 1926 – Wenzel Staněk, československý politik německé národnosti (* 9. dubna 1879)
- 1931 – Michal Navrátil, autor životopisných a místopisných publikací (* 21. srpna 1861)
- 1936 – Antonín Kaliba, český reprezentační fotbalový brankář (* 19. září 1898)
- 1938 – Arnošt Hrad, hrdina československé armády (* 5. dubna 1914)
- 1941 – Josef Balabán, legionář, odbojář, čs. Generál (* 5. června 1894)
- 1942 – František Čech-Vyšata, český cestovatel a spisovatel (* 14. února 1881)
- 1952 – Innocenc Ladislav Červinka, archeolog a sběratel (* 1. února 1869)
- 1959 – Ferdinand Pečenka, kameraman (* 9. února 1908)
- 2004
  - Vladimír Vít, český elektrotechnik a vynálezce (* 28. října 1921)
  - Jan Jelínek, antropolog (* 6. února 1926)

### Svět

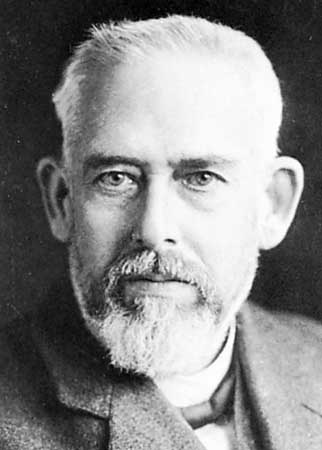
Max Wolf († 1932)

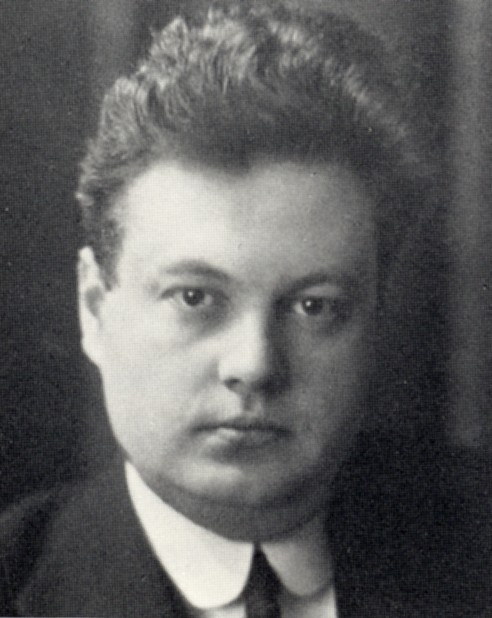
Rolf Sievert († 1966)

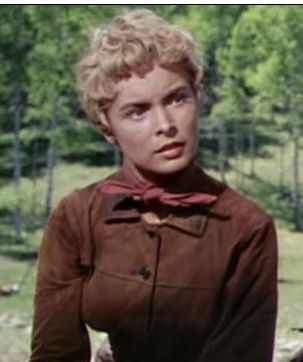
Janet Leigh († 2004)

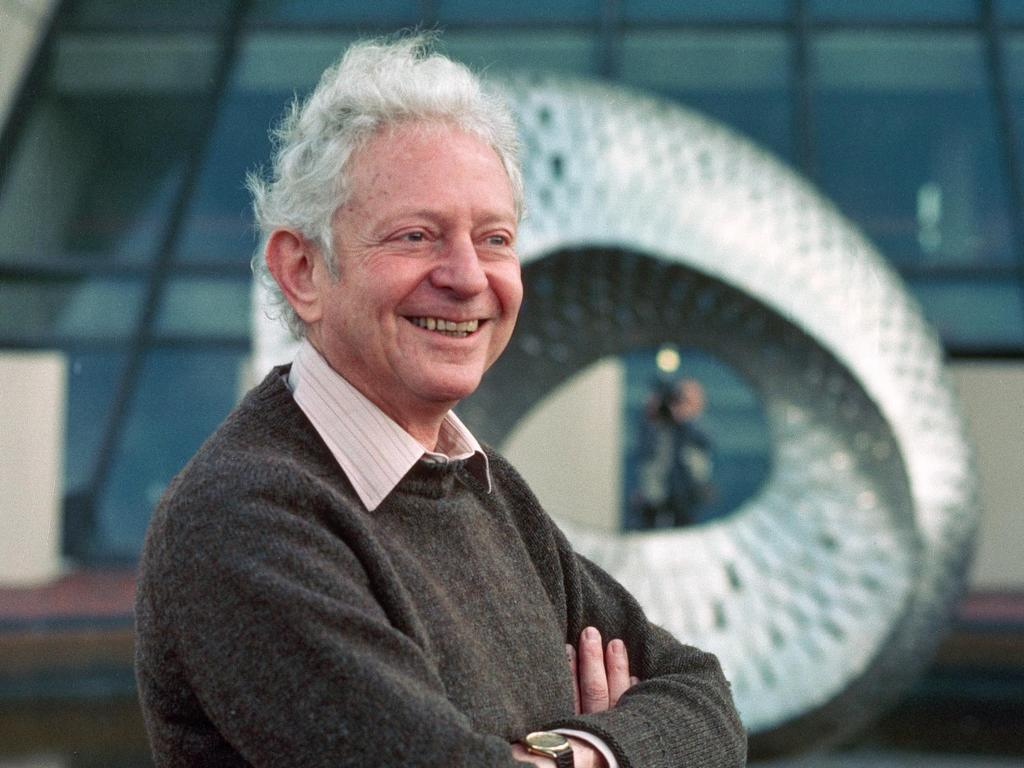
Leon Max Lederman († 2018)

- 1078 – Izjaslav Jaroslavič, kníže z Turova a Kyjevské Rusy (* 1024)
- 1226 – František z Assisi, italský mnich, zakladatel žebravého řádu františkánů, mystik a světec (* 1181/1182)
- 1358 – Mahaut de Châtillon, hraběnka z Valois, Anjou, Maine, Alençonu a Chartres a manželka Karla z Valois (* 1293)
- 1369 – Markéta Pyskatá, vládnoucí tyrolská hraběnka (* 1318)
- 1568 – Alžběta z Valois, španělská královna jako manželka Filipa II. (* 2. dubna 1545)
- 1611 – Markéta Habsburská, španělská královna jako manželka Filipa III. (* 1584)
- 1629 – Giorgi Saakadze, gruzínský politik a vojevůdce (* 1570)
- 1776 – Ayşe Sultan, osmanská princezna a dcera sultána Ahmeda III. (* 1713)
- 1793 – Fletcher Christian, britský námořník a vzbouřenec (* 25. září 1764)
- 1838 – Černý jestřáb, indiánský náčelník (* 1767)
- 1839 – Chatam Sofer, židovský učenec, bratislavský rabín (* 24. září 1762)
- 1849 – Johann Philipp Neumann, rakouský fyzik, knihovník a básník (* 27. prosince 1774)
- 1852 – Tirimüjgan Kadınefendi, manželka osmanského sultána Abdulmecida I. a matka Abdulhamida II. (* 16. srpna 1819)
- 1867 – Elias Howe, americký vynálezce šicího stroje (* 9. července 1819)
- 1871 – August Ludwig von Senarclens-Grancy, německý důstojník a dvorský úředník (* 19. srpna 1794)
- 1872 – William Davies Evans, britský námořní kapitán a šachista (* 27. ledna 1790)
- 1884 – Hans Makart, rakouský malíř (* 28. května 1840)
- 1885 – Franz Pauly, rakouský klasický filolog (* 5. března 1827)
- 1891 – Édouard Lucas, francouzský matematik (* 1842)
- 1896 – William Morris, anglický textilní výtvarník, umělec, spisovatel a libertariánský socialista (* 1834)
- 1905 – José-María de Heredia, francouzský básník (* 22. listopadu 1842)
- 1911 – Kazuo Hatojama, japonský politik (* 6. května 1856)
- 1921 – Józef Leśniewski, polský generál a ministr obrany (* 26. září 1867)
- 1926 – Jervand Otjan, arménský satirik (* 19. září 1869)
- 1929 – Gustav Stresemann, německý politik, nositel Nobelovy ceny za mír (* 10. května 1878)
- 1931 – Carl Nielsen, dánský dirigent, houslista a skladatel (* 9. června 1865)
- 1932 – Max Wolf, německý astronom a průkopník astrofotografie (* 1863)
- 1938 – Viktor Kosenko, ukrajinský hudební skladatel, klavírista a pedagog (* 23. listopadu 1896)
- 1942 – Ludwik Ćwikliński, polský filolog a politik (* 17. července 1853)
- 1948 – Alois Wolfmüller, německý vynálezce, konstruktér a průkopník letectví (* 24. dubna 1864)
- 1953 – Arnold Bax, anglický hudební skladatel a básník (* 8. listopadu 1883)
- 1958 – George Bell, biskup z Chichesteru, ekumenista, politik (* 4. února 1883)
- 1965 – Cvi Jehuda, izraelský politik (* 1887)
- 1966 – Rolf Sievert, švédský fyzik (* 6. května 1896)
- 1967 – Woody Guthrie, americký folkový písničkář (* 14. července 1912)
- 1971 – Adelheid Habsbursko-Lotrinská, rakouská arcivévodkyně, dcera císaře Karla I. (* 3. ledna 1914)
- 1974 – Delia Reinhardt, německá sopranistka (* 27. dubna 1892)
- 1975
  - Guy Mollet, francouzský socialistický politik, premiér (* 31. prosince 1905)
  - Eva Kostolányiová, slovenská zpěvačka a herečka (* 1942)
- 1976
  - Juraj Váh, slovenský dramatik, prozaik a překladatel (* 29. srpna 1925)
  - Émile Benveniste, francouzský jazykovědec (* 27. března 1902)
- 1977 – Arnold Bode, německý malíř (* 23. prosince 1900)
- 1979
  - Claudia Jenningsová, americká modelka a herečka (* 20. prosince 1949)
  - Nicos Poulantzas, řecký marxistický teoretik (* 21. září 1936)
- 1980 – María Teresa Moraová, kubánská šachistka (* 15. října 1902)
- 1987 – Jean Anouilh, francouzský dramatik (* 23. června 1910)
- 1988 – Franz Josef Strauß, německý politik (* 6. září 1915)
- 1994 – Tim Asch, americký antropolog (* 16. července 1932)
- 1995 – Charles Veach, americký astronaut (* 18. září 1944)
- 1997 – Millard Lampell, americký filmový a televizní scenárista, spisovatel, hudebník (* 23. ledna 1919)
- 2002 – Darryl DeLoach, americký zpěvák, člen Iron Butterfly (* 12. září 1947)
- 2004 – Janet Leigh, americká herečka (* 6. července 1927)
- 2005 – Alastair Cameron, kanadský astrofyzik (* 21. června 1925)
- 2006
  - Frank Boldt, německý historik a slavista, překladatel, pedagog (* 3. července 1942)
  - Peter Norman, australský atlet (* 15. června 1942)
- 2008 – Dinis Machado, portugalský spisovatel (* 21. března 1930)
- 2009 – Robert Kirby, britský hudebník a aranžér (* 16. dubna 1948)
- 2010 – Claude Lefort, francouzský filosof (* 21. dubna 1924)
- 2013 – Masae Kasaiová, japonská volejbalistka (* 14. července 1933)
- 2015 – Tibor Bártfay, slovenský sochař (* 12. května 1922)
- 2017 – Džalál Talabání, irácký prezident (* 12. listopadu 1933)
- 2018 – Leon Max Lederman, americký fyzik, nositel Nobelovy ceny (* 1922)

## Svátky

### Česko
- Bohumil, Bohun, Bohuslav, Bohuš
- Amadeus
- Evald, Edvin, Edvina
- Dionýsos, Deokar
- Gottlien

### Svět
- Světový den lidských sídel
- Světový den architektury
- Německo: Tag der Deutschen Einheit
- Den založení Jižní Korey

## Pranostiky

### Česko
- Den svaté Terezičky nebývá bez vlažičky.

| 3. říjen v pražském KlementinuÚdaje jsou platné k 29. 4. 2025. | 3. říjen v pražském KlementinuÚdaje jsou platné k 29. 4. 2025. | 3. říjen v pražském KlementinuÚdaje jsou platné k 29. 4. 2025. |
| minimum                                                        | denní průměr                                                   | maximum                                                        |
| -------------------------------------------------------------- | -------------------------------------------------------------- | -------------------------------------------------------------- |
| 0,9 °C (1947)                                                  | 12,7 °C (od 1961)                                              | 27,8 °C (2023)                                                 |